# Kopsia arborea
Kopsia arborea är en oleanderväxtart som beskrevs av Carl Ludwig von Blume. Kopsia arborea ingår i släktet Kopsia och familjen oleanderväxter. Inga underarter finns listade i Catalogue of Life.